# Caleras (Colima)
Caleras es una localidad del estado mexicano de Colima. Es parte del municipio de Tecomán.

## Demografía
| Gráfica de evolución demográfica |
|                                  |

| Censo | Población |
| ----- | --------- |
| 1940  | 188       |
| 1950  | 494       |
| 1960  | 1017      |
| 1970  | 1 161     |
| 1980  | 1 313     |
| 1990  | 1 436     |
| 2000  | 1 858     |
| 2010  | 1 744     |
| 2020  | 1 733     |